# Луј II Бурбон од Кондеа
Луј II Бурбон од Кондеа (фр. Louis II de Bourbon-Condé; Париз, 8. септембар 1621 — дворац Фонтенбло, 11. новембар 1686) је био француски војсковођа и представник Конде линије Бурбона. Због своје војне одважности прозван је Велики Конде.
Постао је велики војсковођа и француски јунак након великог успеха у бици код Рокроа 1643, када је предводио француску војску и неочекивано остварио одлучну победу над шпанском војском. Заједно са маршалом Тиреном заслужан је за победу Француске у Тридесетогодишњем рату. За време Фронде обе супротстављене стране су га позивале себи. Најпре је подржавао Мазарена, а касније је постао вођа побуне против Мазарена. Након пораза Фронда ратовао је за Шпанце против Француске. Вратио се у Француску након Пиринејског мира 1659. и убрзо је поново постављен на највише војне положаје. Освојио је Франш-Конте за време Деволуционог рата. Заједно са маршалом Тиреном предводио је француску војску у време Француско-холандског рата. Његов последњи поход је био 1675, када је након погибије Тирена преузео заповеднишптво и спречио инвазију царске војске. Сматра се једним од најбољих војсковођа у историји. Његово ремек дело, битка код Рокроа, још увек се изучава на војним академијама.

## Детињство и младост
Рођен је у Паризу као син Анрија II Бурбона, принца од Кондеа и Шарлоте маргарите Монморенси. Кондеов отац је обезбедио сину темељито образовање. Изучаваоје шест година историју, права и математику у језуитској школи у Буржу. Након тога уписао се у краљевску академију у Паризу. Када је имао седамнаест година владао је Бургундијом, док му је отац био одсутан. Када је имао двадесет година отац га је заручио за тринаестогодишњу рођаку моћног кардинала Ришељеа. Иако је био заљубљен у другу, послушао је оца и оженио се Ришељеовом нећаком. У војску је кренуо 1640. Истакао се у бици код Араса.

## Тридесетогодишњи рат
Постављен је 1643. да командује против шпанских снага у северној Француској. Насупрот њега су били искусни шпански генерали и шпански ветерани, који су се сматрали најбољужим војницима у Европи. Велика битка код Рокроа (Rocroi) 19. маја 1643. означила је крај надмоћи шпанске војске. Био је то почетак дугог периода француске надмоћи. Конде је сам замислио и предводио одлучни удар и са двадесет и две године заслужио је своје место међу најбољим генералима новог доба. Након похода и непрекидних успеха на бојном пољу вратио се тријумфално у Париз. Покушао је да заборави свој присилни брак низом афера у Паризу. Поново су га послали 1644. у Немачку као помоћ маршалу Тирену. Конде је преузео команду целе армије. Након веома тешке тродневне битке код Фрајбурга победили су Баварце и царску војску. Као и након битке код Рокроа, бројне тврђаве су се предале Кондеу.
Зиму 1644/1645 поново је провео у Паризу. Током 1645. Тирен је био поражен код Мергентхајма. Међутим уследила је француска бриљантна победа код Нердлингена у којој је Конде био рањен. Најзначајнији резултат те кампање било је заузимање Филипсбурга. Током кампање 1646. Конде је био под командом Гастона, војводе од Орлеана у Фландрији. Након заузимања Мардика војвода од Орлеана се вратио у Париз, а Конде је преузео команду и заузео је Денкерк.

## Фронда
Од очеве смрти је носио титулу „принц (кнез) од Кондеа“. Његова породица је била изузетно богата и Велики Конде је био господар великог дела Француске. Држао је као феуд Бургундију, Бери и мочваре Лорене, као и друге мање значајне поседе. Његов брат Арман Бурбон од Контија је држао Шампању, а његов зет Нормандију. Велики Конде је поседовао велику моћ и због војне вештине и због поседа. Влада је одлучила да не допусти да му расте ауторитет. Кардинал Мазарен је покушао да смањи Кондеову славу. Послао га је да угуши побуну Каталонаца. Пошто је био слабо подржан није могао ништа да постигне и вратио се кући огорчен. Добио је 1648. команду на значајном ратишту. У бици код Ленса његову пуковнију је ухватила паника, али Конде је хладнокрвношћу и храброшћу успео да победи у тој бици и да поврати свој углед.
У септембру 1648. Ана Аустријска и Мазарен су тражили негову помоћ против Фронде. После неколико мањих битака и опсаде Париза Конде је победио Фронду и склопљен је мир. Убрзо је Конде постао непопуларан на двору. Његов понос и амбиција довели су до тога да га не воле и да му не верују. Регент Ана Аустријска га није волела. Њена политика је довела до тога да Мазарен ухапси Великог Кондеа, његовог брата и Лонгевила 28. јануара 1650. Маршал Тирен и његов брат војвода од Бујона су побегли.
Почели су захтеви да се племићи ослободе. Жене су преузеле доста послова око преговарања и настојања да се они ослободе. Војвоткиња од Лонгевила је ступила у преговоре са Шпанијом, а принцеза од Кондеа је сакупила војску и добила је подршку Бордоа. Почели су сакупљати војску. Стара и нова фронда су се удружиле. Много племића је приступило побуни а Анри Тирен је настојао да ослободи свог пријатеља Кондеа. Коначно Ана Аустријска је била присиљена да фебруара 1651. ослободи Великог Кондеа и његове пријатеље из затвора. Убрзо након неког времена ситуација се закомпликовала. Двор и стара Фронда су били против Кондеа, који се због тога обратио Шпанцима, који су већ били у рату са Француском. Започео је конфузан грађански рат. Већ јула 1652. Конде и Тирен су се нашли у бици један насупрот другога. Кондеову војску су након пораза спасили Парижани на наговор кћерке војводе од Орлеана. Она је наговорила Парижане да окрену топове на Тиренову војску и да прихвате Кондеову војску унутар зидина Париза. Париз се нашао под новом опсадом. Конде је после тога побегао код Шпанаца од септембра 1652. и отада је отворено ратовао против Француске. У шпанској армији је добио високи положај. Конде се није баш најбоље снашао у застарелом шпанском начину ратовања. Имао је неколико успеха и успевао да добро маневрише против анрија Тирена. Међутим био је тешко поражен у бици на динама 14. јуна 1658, па је после битке Шпанија тражила мир. Пиринејским миром је окончан Француско-шпански рат. Великом Кондеу је опроштено и могао је да се врати у Француску.

## Рехабилитација
Конде је схватио да је окончан период борбе фракција и агитација и прихватио је да се врати. Прошло је неколико година које је провео на свом имању, где се окупљало друштво попут Молијера, Расина, Лафонтена и других. Уследило је и време преговора између Пољака, краља и Кондеа о избору било Кондеовог сина, било Кондеа на пољски престо. Коначно је Луј дао 1674. вето и уместо њих је био изабран Јан Собјески.
Велики Конде је предложио министру одбране Лувоазу план о заузимању Франш-Контеа. Он је успешно спровео освајање Франш-Контеа за време Деволуционог рата. Заједно са Тиреном био је 1672. главни командант у рату против Холанђана. При форсираном преласку Рајне био је тешко рањен. Ратује са Холанђанима и 1673, а 1674. се борио у својој последњој великој бици. У бици код Сенефа се борио11. августа 1674. против Вилијама III Оранског.
Била је то једна од најтежих битака у којој је Конде испољио велику храброст. Три коња су током битке подлегла под њим. Последњи поход му је био на Рајни, када је француска војска изгубила Тирена, а Конде је пажљивом и методичном стратегијом успео да одбије нападе царске војске и спречи инвазију. Мучен артритисом и прерано потрошен, Конде се вратио у свој дворац, где је провео још 11 година мирнога живота.

## Породично стабло
|  |                                         |  |  |  |  |  |  |  |  |  |  |  |  |  |  |  |
|  | 8. Louis de Bourbon, Prince of Condé    |  |  |  |  |  |  |  |  |  |  |  |  |  |  |  |
|  |                                         |  |  |  |  |  |  |  |  |  |  |  |  |  |  |  |
|  |                                         |  |  |  |  |  |  |  |  |  |  |  |  |  |  |  |
|  | 4. Henri de Bourbon, Prince of Condé    |  |  |  |  |  |  |  |  |  |  |  |  |  |  |  |
|  |                                         |  |  |  |  |  |  |  |  |  |  |  |  |  |  |  |
|  |                                         |  |  |  |  |  |  |  |  |  |  |  |  |  |  |  |
|  | 9. Eleonore de Roye                     |  |  |  |  |  |  |  |  |  |  |  |  |  |  |  |
|  |                                         |  |  |  |  |  |  |  |  |  |  |  |  |  |  |  |
|  |                                         |  |  |  |  |  |  |  |  |  |  |  |  |  |  |  |
|  | 2. Henri, Prince of Condé               |  |  |  |  |  |  |  |  |  |  |  |  |  |  |  |
|  |                                         |  |  |  |  |  |  |  |  |  |  |  |  |  |  |  |
|  |                                         |  |  |  |  |  |  |  |  |  |  |  |  |  |  |  |
|  | 10.Louis III de La Trémoille            |  |  |  |  |  |  |  |  |  |  |  |  |  |  |  |
|  |                                         |  |  |  |  |  |  |  |  |  |  |  |  |  |  |  |
|  |                                         |  |  |  |  |  |  |  |  |  |  |  |  |  |  |  |
|  | 5. Charlotte Catherine de La Trémoille  |  |  |  |  |  |  |  |  |  |  |  |  |  |  |  |
|  |                                         |  |  |  |  |  |  |  |  |  |  |  |  |  |  |  |
|  |                                         |  |  |  |  |  |  |  |  |  |  |  |  |  |  |  |
|  | 11.Jeanne de Montmorency                |  |  |  |  |  |  |  |  |  |  |  |  |  |  |  |
|  |                                         |  |  |  |  |  |  |  |  |  |  |  |  |  |  |  |
|  |                                         |  |  |  |  |  |  |  |  |  |  |  |  |  |  |  |
|  | 1. Луј II Бурбон од Кондеа              |  |  |  |  |  |  |  |  |  |  |  |  |  |  |  |
|  |                                         |  |  |  |  |  |  |  |  |  |  |  |  |  |  |  |
|  |                                         |  |  |  |  |  |  |  |  |  |  |  |  |  |  |  |
|  | 12.Anne de Montmorency                  |  |  |  |  |  |  |  |  |  |  |  |  |  |  |  |
|  |                                         |  |  |  |  |  |  |  |  |  |  |  |  |  |  |  |
|  |                                         |  |  |  |  |  |  |  |  |  |  |  |  |  |  |  |
|  | 6. Henri de Montmorency                 |  |  |  |  |  |  |  |  |  |  |  |  |  |  |  |
|  |                                         |  |  |  |  |  |  |  |  |  |  |  |  |  |  |  |
|  |                                         |  |  |  |  |  |  |  |  |  |  |  |  |  |  |  |
|  | 13.Madeleine of Savoy                   |  |  |  |  |  |  |  |  |  |  |  |  |  |  |  |
|  |                                         |  |  |  |  |  |  |  |  |  |  |  |  |  |  |  |
|  |                                         |  |  |  |  |  |  |  |  |  |  |  |  |  |  |  |
|  | 3. Charlotte Marguerite de Montmorency  |  |  |  |  |  |  |  |  |  |  |  |  |  |  |  |
|  |                                         |  |  |  |  |  |  |  |  |  |  |  |  |  |  |  |
|  |                                         |  |  |  |  |  |  |  |  |  |  |  |  |  |  |  |
|  | 14.Jacques de Budos, Viscount of Portes |  |  |  |  |  |  |  |  |  |  |  |  |  |  |  |
|  |                                         |  |  |  |  |  |  |  |  |  |  |  |  |  |  |  |
|  |                                         |  |  |  |  |  |  |  |  |  |  |  |  |  |  |  |
|  | 7. Louise de Budos                      |  |  |  |  |  |  |  |  |  |  |  |  |  |  |  |
|  |                                         |  |  |  |  |  |  |  |  |  |  |  |  |  |  |  |
|  |                                         |  |  |  |  |  |  |  |  |  |  |  |  |  |  |  |
|  | 15.Catherine de Clermont-en-Dauphine    |  |  |  |  |  |  |  |  |  |  |  |  |  |  |  |
|  |                                         |  |  |  |  |  |  |  |  |  |  |  |  |  |  |  |
|  |                                         |  |  |  |  |  |  |  |  |  |  |  |  |  |  |  |